# Unternehmensinterner Emissionszertifikatehandel
Emissionszertifikate werden eingesetzt, um Schadstoffemissionen verschiedener wirtschaftlicher  Bereiche zu steuern.
Der Emissionszertifikatehandel, oder auch -rechtehandel, ist ein Instrument der Umweltpolitik, das insbesondere dem Zweck dient, die Emission von Treibhausgasen zu den geringsten volkswirtschaftlichen Kosten zu reduzieren (vgl. EU-Emissionshandel und Emissionsrechtehandel).
Der Emissionszertifikatehandel kann jedoch auch freiwillig auf unternehmensinterner Ebene organisiert werden. In diesem Fall ist es das Ziel, innerhalb eines Unternehmens umweltschädliche Emissionen verschiedener Art möglichst kosteneffizient zu reduzieren. Der innerbetriebliche Zertifikatehandel stellt ein Instrument des Nachhaltigkeitsmanagements dar und wurde bereits vor der Einführung staatlich organisierter Handelssysteme von einzelnen Unternehmen exemplarisch erprobt.

## Voraussetzungen
Um einen Emissionszertifikatehandel in ein Unternehmen einführen zu können, muss vorher genau festgelegt werden, wie hoch die Schadstoffemissionen maximal sein dürfen (z. B. CO2, SO4). Anschließend wird von der verantwortlichen Stelle eine entsprechende Anzahl von Zertifikaten in den Umlauf gebracht.
Diese Zertifikate müssen zu Beginn nach einem festgelegten Schlüssel verteilt werden. Die verschiedenen Abteilungen, Unternehmensbereiche oder Standorte werden beispielsweise entsprechend ihrer aktuellen Emissionsmenge mit Zertifikaten („grandfathering“) versorgt, oder die Zertifikate werden ihnen nach Benchmarks (z. B. CO2 pro kWh) zugeteilt.
Unverzichtbare Instrumente zur Umsetzung des Zertifikatehandels sind ein leistungsfähiges Rechnungswesen und ein Betriebliches Umweltinformationssystem (BUIS) um zu gewährleisten, dass der Handel, die Verteilung und die Einhaltung der Emissionskontingente kontrolliert verlaufen. Weiterhin bedarf es einer innerbetrieblichen Handelsplattform oder Börse, an der die verschiedenen Unternehmensbereiche Transaktionen vornehmen können.

## Stärken und Potential für das Nachhaltigkeitsmanagement

### Ökologisch
Der Handel mit Emissionszertifikaten setzt unternehmensintern eine klare Limitierung der Emissionen eines Stoffes voraus. Somit ist die Gesamtemission über die Ausgabe von Zertifikaten regelbar. Besteht nun das Ziel, die Gesamtemissionen zu senken, so gibt es zwei Möglichkeiten dieses zu erreichen. Die Unternehmensleitung kann erstens Zertifikate aus dem Umlauf nehmen oder zweitens reduziert sie die Menge der Emissionen, die pro Zertifikat emittiert werden darf.
Über den Emissionszertifikatehandel kann die Ökoeffektivität eines Unternehmens direkt gesteuert werden.

### Ökonomisch
Ein großer Vorteil von Emissionszertifikaten gegenüber starren Reduktionsvorgaben ist die Verringerung der Emissionen zu möglichst geringen Kosten. Ist es für einen Unternehmensbereich günstiger Emissionen zu vermeiden, so wird er das tun und überschüssige Zertifikate verkaufen. Ist die Vermeidung von Emissionen jedoch teurer als die Zertifikate, so wird der Unternehmensbereich Zertifikate kaufen, um entsprechend emittieren zu dürfen. Somit wird eine kosteneffiziente Verringerung von Emissionen und eine Erhöhung der Ökoeffizienz erreicht.

### Integrativ
Der unternehmensinterne Zertifikatehandel ist ein potenter Ansatz, vermehrt umweltrelevante Themen in das Management zu integrieren. Darüber hinaus kann er auch als kaufmännischer Anreiz verstanden werden, der im Unternehmen rationalisierende Effekte zur Folge haben kann. Grundsätzlich ist ein Zertifikatehandel einfacher in das bestehende Management zu integrieren als starre administrative Restriktionen. Dies ist u. a. auf seine selbstregulativen Eigenschaften zurückzuführen.

## Grenzen und Schwächen
Der Emissionszertifikatehandel ist erst ab einer bestimmten Unternehmensgröße sinnvoll, da eine gewisse Mindestanzahl von Emissionsquellen notwendig ist, zwischen denen gehandelt werden kann. Weiterhin müssen die Umwelteinwirkungen gut mess- und dokumentierbar sein, da sonst Effizienz- und Effektivitätsvorteile nicht nachvollziehbar gemacht werden können.
Er kann nur auf Emissionen angewendet werden, deren Entstehungsort gleichgültig ist, da es sonst zu einer lokalen Kumulation oder einer bloßen Verlagerung von Umweltschäden kommen kann.
Es muss eine adäquate Menge von Zertifikate ausgegeben werden. Sie sollte bei der Einführung nicht an der aktuellen Emissionsmenge bemessen werden, da sonst ungewollt ein Anreiz für die Unternehmensbereiche entstehen kann eine möglichst große Menge Emissionen auszustoßen, um zukünftig mehr Zertifikate zugewiesen zu bekommen.
Abhängig vom Verteilungsschlüssel bei der Einführung der Zertifikate müssen die Unternehmensbereiche über ausreichende Mittel verfügen, um anschließend entweder in Reduktionsmaßnahmen oder den Kauf von zusätzlichen Zertifikaten investieren zu können.

## Praxisbeispiele

### BP Amoco - GHG (GreenHouseGas) - Emission Trading
BP beschloss als weltweit erstes Unternehmen die Einführung eines Emissionshandelssystems auf Unternehmensebene. Im Jahr 2000 startete die Einführung eines innerbetrieblichen Emissionszertifikatehandels auf internationaler Ebene, bei dem 127 Unternehmenseinheiten in über 100 Ländern einbezogen wurden. Zuvor wurde eine 16-monatige Testphase durchlaufen. Nach dem „Cap-and-Trade“(„Beschränken-und-Handeln“)-Prinzip wurde eine Reduzierung der Emissionen um 10 % gegenüber dem Stand der Emissionen von 1990, bis zum Jahre 2010 festgelegt. Dies entspricht einer Reduzierung von 30 Millionen Tonnen CO2-Äquivalent.
Jeder Unternehmenseinheit wird jährlich eine bestimmte Menge an Emissionsrechten zugeteilt, welche im Januar 2000 der Menge der Emissionen von 1998 entsprach und jährlich prozentual gemindert wird, um das Reduktionsziel zu erreichen. Die Emissionsmenge wird anhand der CO2-Ausstöße der operativen und nicht operativen Aktivitäten kalkuliert und nur direkte Emissionen dieser Aktivitäten werden berücksichtigt. CO2 und CH4 (Methan) können gehandelt werden, wobei CH4 in CO2-Äquivalente umgerechnet werden.
Die Zertifikate („Allowances“ genannt) entsprechen einer metrischen Tonne CO2.
Das angestrebte Ziel einer 10-prozentigen Reduktion der Emissionen gegenüber 1990 wurde bereits 2001 erreicht. Die Summe der direkten Emissionen belief sich im Jahr 2000 auf 83,7 Mio. t CO2-Äquivalente und sank bis zum Jahresende 2001 auf 80,5 Mio. t Äquivalente. Im Jahr 2000 betrug das Handelsvolumen ca. 2,7 Mio. t CO2-Äquivalente und im Jahr darauf bereits 4,55 Mio. t CO2-Äquivalente. Der Preis pro Äquivalent lag dabei in 2000 bei 7,6 $/t und in 2001 bei 36,63 $/t. Ausschlaggebend für das höhere Preisniveau im Jahr 2001 waren nicht, wie zu vermuten, die gestiegenen Emissionsvermeidungskosten, sondern die höher gesteckten Ziele für das Jahr 2001.

### Royal Dutch/Shell - Shell Tradable Emission Permit System (STEPS)
Das Handelssystem von Royal Dutch/Shell war im Kern ein Versuchsprojekt, welches von vornherein nur befristet angelegt war. Ziel war es bessere Kenntnisse über die eigenen Emissionen, die Einsparpotentiale, die damit verbundenen Einsparkosten und Kenntnisse über entsprechende Handelssysteme zu gewinnen. Das STEPS-Programm wurde im Jahr 2000 eingeführt, mit dem Ziel bis 2002 das Emissionsniveau um mehr als 10 % des Standes von 1990 zu senken. Weiterhin war geplant die umgesetzten Maßnahmen fortzuführen um bis zum Jahr 2010 den Anforderungen des Kyoto-Protokolls gerecht zu werden.
Das STEPS-Programm war (wie bei BP Amoco) ein „Cap and Trade“-System, innerhalb dessen CO2 und CH4 (als CO2-quivalent) gehandelt wurden. In einem Zeitraum von etwa 2 Jahren wurden etwa 19 Mio. t CO2 mit einem mittleren Preis von 5 US-$/t gehandelt. Das Projekt wurde am 31. Dezember 2002 beendet. Shell beteiligte sich aufgrund seiner gewonnenen Erfahrungen aktiv an der Einführung des britischen Emissionszertifikatehandels (UK Emission Trading Scheme (ETS)).

### Otto-Versand
Die weltweit größte Versandhandelsgruppe, der Otto-Versand, hat sich bereits 1986 dem Umweltschutz als Unternehmensziel gewidmet, 1997 ein Umweltmanagementsystem eingeführt und beschlossen, durch ein Emissionshandelssystem besonders die transportbedingten Emissionen zu verringern. Die Otto Group hat sich 2007 durch die Verabschiedung einer Klimaschutzstrategie eine Reduktion von 50 % ihrer transport-, mobilitäts- und standortbezogenen CO2-Emissionen bis 2020 zum Ziel gesetzt.
In diesem Zusammenhang wurde eine Simulation eines betriebsinternen Emissionszertifikatehandels im Otto-Konzern für den Zeitraum 2003–2007 durchgeführt. Für den Dienstleistungssektor lässt sich feststellen, dass die spezifischen Emissionen relativ gering sind, keiner Betriebsgenehmigung bzw. Grenzwerten genügen müssen und bisher eine Bilanzierung im Rahmen von Umweltmanagementsystemen stattfindet. Kritisch zu beurteilen ist daher für ein Dienstleistungsunternehmen wie den Otto-Versand, ob ein funktionsfähiger Markt mit ausreichend Marktvolumen (Emissionen), Liquidität, Marktteilnehmern sowie signifikant unterschiedlichen Grenzkosten für die Emissionsvermeidung geschaffen werden kann.